# Zhu Ting
Zhu Ting (chino: 朱婷; pinyin: Zhū Tíng; 29 de noviembre de 1994) es una jugadora de voleibol china.
Juega en la posición de atacante exterior. Forma parte de la selección femenina de voleibol de China y juega para el Tianjin desde 2019.
Zhu y el equipo nacional chino han ganado varias medallas de oro en competiciones internacionales, incluidos los Juegos Olímpicos de 2016 y la Copa Mundial de 2019. Desde su debut en 2011, Zhu ha recibido 13 premios MVP en todos los niveles de competición, incluido el premio MVP de los Juegos Olímpicos de Río 2016. Es considerada como una de las mejores y más condecoradas jugadoras de voleibol de todos los tiempos. También es la jugadora de voleibol profesional mejor pagada del mundo, hombre o mujer, a partir de la temporada 2018/19.

## Vida personal
Zhu Ting nació en una familia rural en la provincia de Henan. Tiene cuatro hermanas (dos hermanas mayores y dos hermanas menores) y sus padres no tienen antecedentes deportivos.
En 2007, Zhu, que tenía 13 años y medía 1,7 metros de altura, fue enviada a una escuela de entrenamiento deportivo por su maestra de educación física de la escuela secundaria. En 2008, comenzó el entrenamiento profesional de voleibol en la escuela deportiva de la provincia de Henan.

## Clubes
- Guangdong Evergrande (2012-13)
- Henan Huawei (2013-16)
- Vakıfbank Istanbul (2016-19)
- Tianjin Bohai Bank (2019-20)